# Gnophos sericaria
Gnophos sericaria är en fjärilsart som beskrevs av Alphéraky 1883. Gnophos sericaria ingår i släktet Gnophos och familjen mätare. Inga underarter finns listade i Catalogue of Life.